# 谢维尔
谢维尔（法語：Cherville，法語發音：[ʃɛʁvil]）是法国马恩省的一个市镇，位于该省中部偏西，属于香槟沙隆区。

## 地理
谢维尔（49°1'7"N, 4°9'50"E）面积3.76 平方千米，位于法国大東部大區马恩省，该省份为法国东北部内陆省份，北起阿登省，西北接埃纳省，西南接塞纳-马恩省，南至奥布省，东南接上马恩省，东临默兹省。
与谢维尔接壤的市镇（或旧市镇、城区）包括：雅隆、阿蒂斯、尚皮尼厄勒香槟。

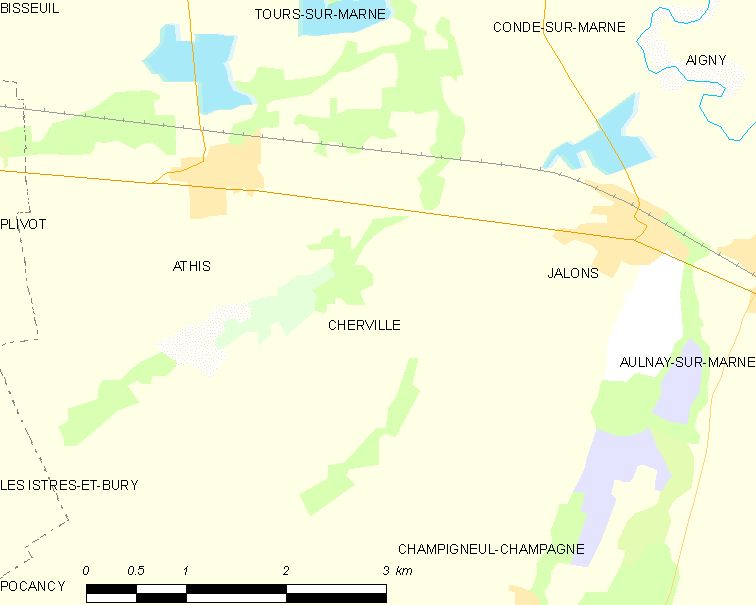
谢维尔的OSM定位图

谢维尔的时区为UTC+01:00、UTC+02:00（夏令时）。

## 行政
谢维尔的邮政编码为51150，INSEE市镇编码为51150。

## 政治
谢维尔所属的省级选区为香槟沙隆第二县。

## 人口

1962-2008年间谢维尔人口变化图示

谢维尔于2022年1月1日时的人口数量为84人。